# Museo de Arte Municipal de La Plata
El Museo de Arte Municipal de La Plata (MUMART) está ubicado en la ciudad de La Plata, precisamente en las instalaciones del Centro Cultural Pasaje Dardo Rocha, en la esquina formada por la Avenida 7 y la calle 49. El MUMART posee obras de arte, en su mayoría de artistas platenses, que forman un importante patrimonio artístico, patrimonio de la Municipalidad de La Plata y por extensión, de la comunidad. Su acceso es libre y gratuito para todo público.

## El edificio
El Centro Cultural Pasaje Dardo Rocha, conocido comúnmente como Pasaje Dardo Rocha, está ubicado en el centro de la ciudad de La Plata, capital de la Provincia de Buenos Aires, Argentina. Más precisamente en la manzana delimitada por las calles 49 y 50, 6 y 7, y cuya entrada principal esta de frente a la Plaza San Martín. Este edificio es uno de los más bellos de las época fundacional de dicha ciudad. En sus principios operó como estación ferroviaria (Estación “19 de Noviembre”) y en el presente es un centro cultural y funcionan varias dependencias del Municipio.
En su planta baja se ubica el famoso salón, (de unos imponentes 85 metros de longitud) que se extiende desde la planta baja hasta el segundo piso acabando en un techo acristalado. En él se emplazan de manera continua exposiciones, ferias, congresos. Además ha sido utilizado, en varias ocasiones, como escenario de películas y comerciales.

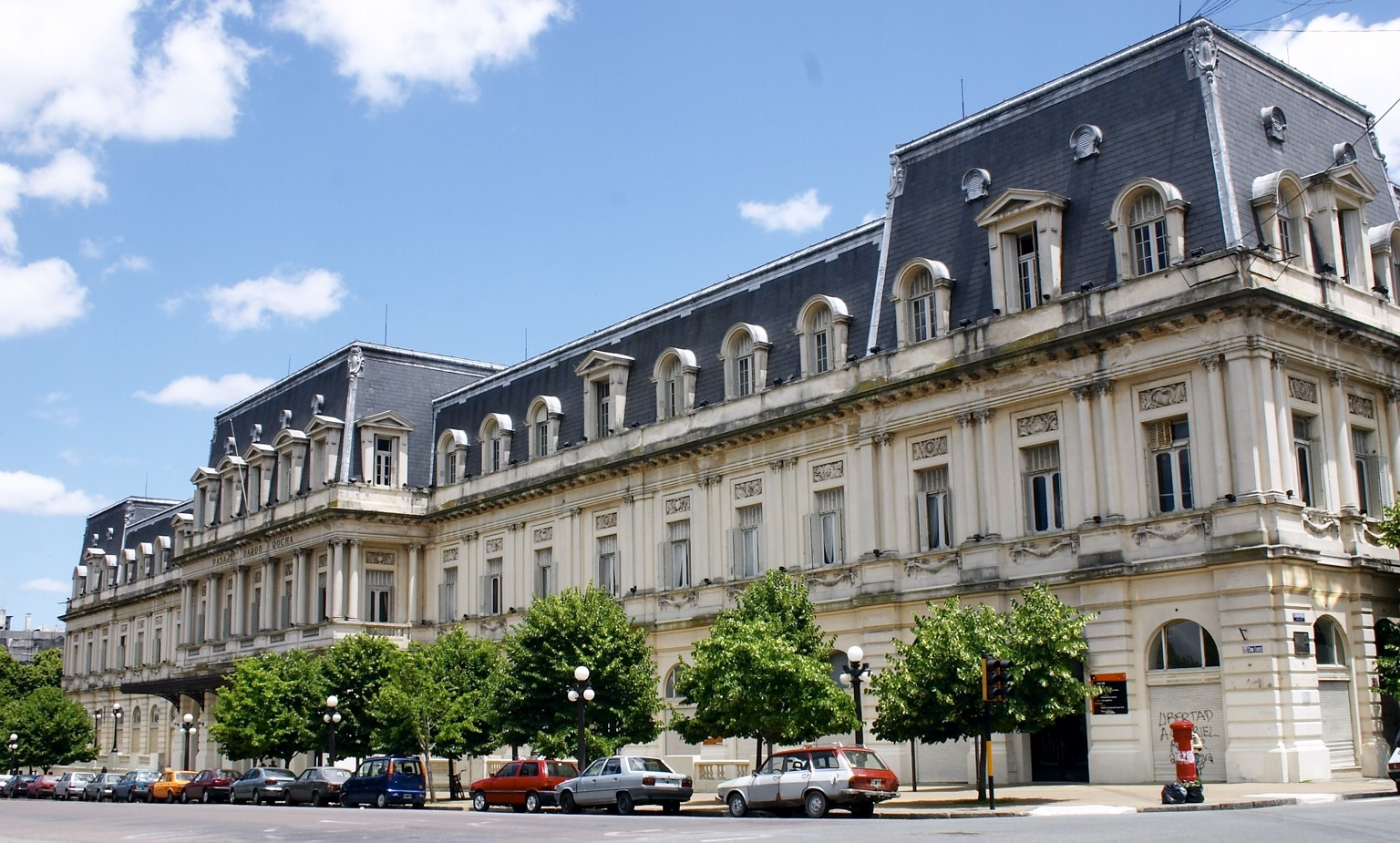
Centro Cultural Pasaje Dardo Rocha donde se encuentra emplazado el MUMART, en el centro de La Plata.
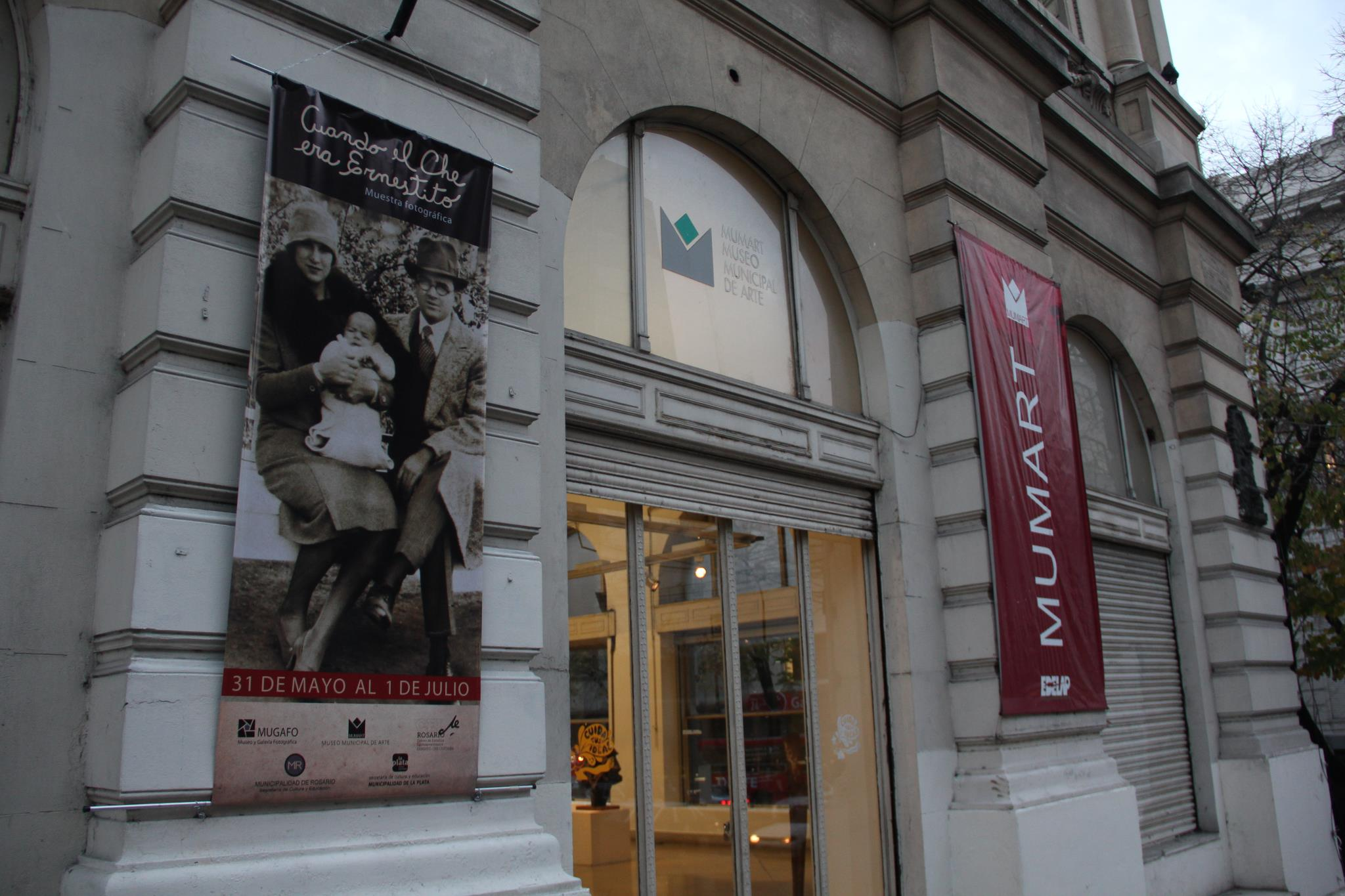
Fachada de la sala del MUMART, en la esquina de Avda. 7 y 79.
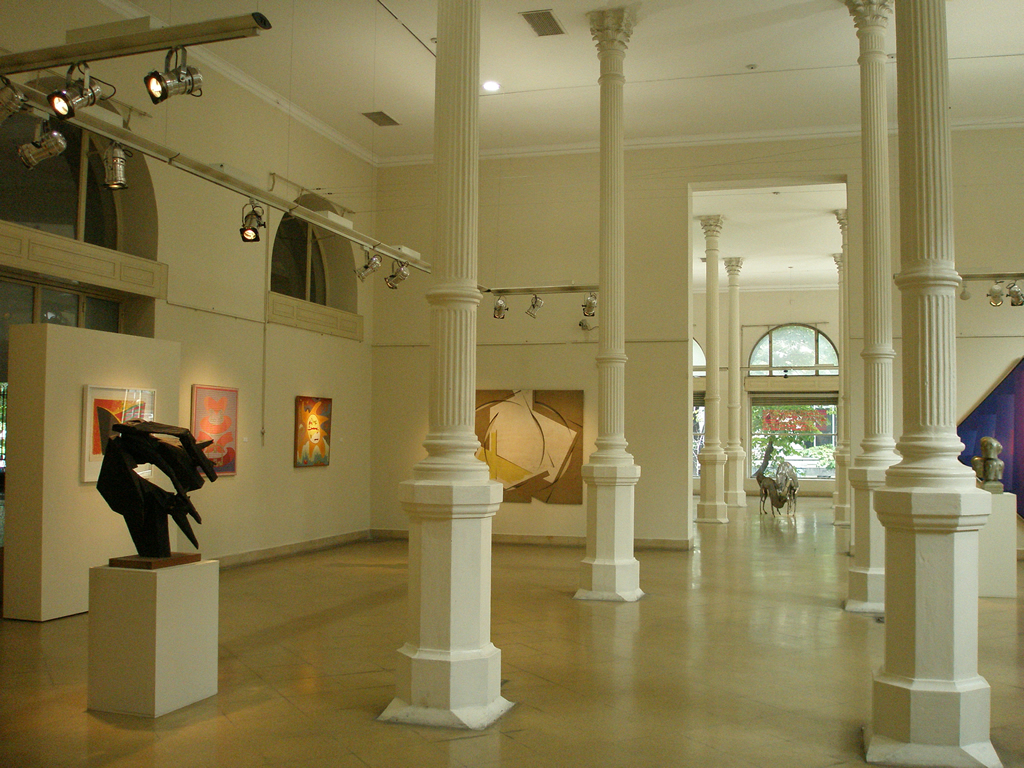
Interior de una de las salas del MUMART
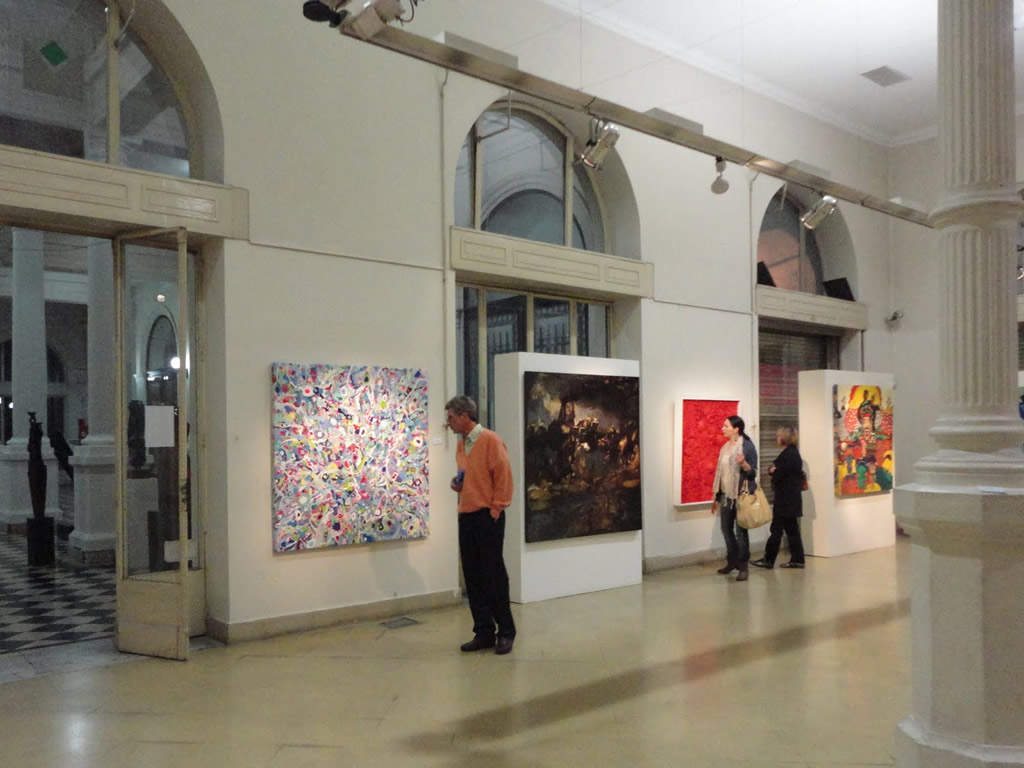
Interior de la sala de la esquina de Avda. 7 y 49

## Historia
El MUMART tiene su origen en 1959. El 19 de noviembre del año siguiente se realizó el primer Salón Municipal de Bellas Artes cuyos premios adquisición comenzaron a formar la colección del futuro museo.
El salón fue sumamente exitoso y participaron los artistas platenses más prestigiosos. A partir de entonces fueron los salones municipales los proveedores del futuro Museo que fue creado por ordenanza 2457, recién el 25 de septiembre de 1959, por iniciativa de ese impulsor de las artes de la ciudad que fue el profesor Enrique Gonino. El flamante Museo recibió importantes donaciones que incrementaron su patrimonio.
Coincidente con la creación del Museo se produjo la importante donación de la Colección Numa Rossotti, efectuada por su esposa, Ángela Vargas. Quien fuera diplomático en París, poseía valiosos cuadros que hoy forman parte esencial del patrimonio del Museo.

## Contexto
Desde su fundación, La Plata trascendió al país y al mundo desde un definido perfil cultural, acentuado por la presencia de una de las Universidades públicas y gratuitas, de mayor prestigio en el continente. No extrañó entonces, que esta ciudad se convirtiera en el vientre gestador de valiosas expresiones artísticas, y que transitara los caminos de las vanguardias y los desafíos.
Pero aquella ciudad joven, caminada por jóvenes poetas, pintores y músicos, muchos de los cuales adquirieron reconocimiento internacional, necesitaba su museo de arte, un ámbito apropiado para contener y atesorar esas expresiones para las generaciones venideras. Para que establezcan ese diálogo necesario porque hace a sus propias raíces. Berger dice que “en los museos de pintura nos encontramos con lo visible de otras épocas y esto nos acompaña. (…) Y cuando la imagen pintada no es una copia, sino el resultado de un diálogo (entre el artista y el modelo o el paisaje o el “bodegón” o la expresión abstracta), la cosa pintada habla, si nos páramos a escuchar”.

## Misión
El MUMART tiene como misión ser un museo que difunda y promueva la producción artística local, que destaque y dé a conocer el valor de las artes plásticas y su manifestación en la ciudad: un museo que conserve, eduque, investigue y gestione. Un Museo dinámico, creativo e interactivo, generador de proyectos, abierto a la comunidad y a las nuevas maneras de hacer arte, con presencia en espacios no tradicionales y virtuales, concebido como agente socializador. Con esta consigna, el MUMART aspira a constituirse como un ámbito de referencia y pertenencia, encuentro, discusión y debate que permita la interacción de los artistas con la comunidad platense, promueva la vinculación de artistas en redes de proyección internacional, que logre un incremento en el número de visitantes y aumente la presencia en los medios de comunicación y en los circuitos culturales.

## Líneas de actuación prioritarias
- Incrementar el dinamismo y la calidad de su actividad formativa y cultural
- Ofrecer la máxima visibilidad a las colecciones del Museo, tanto dentro como fuera de su sede
- Promover la actividad de la institución como referente en el estudio y conservación del arte y potenciar la colaboración con la comunidad científica y universitaria
- Impulsar una cultura organizativa y un sistema eficiente de gestión que garantice la financiación del Organismo y favorezca la creación de una comunidad excelente, motivada y participativa

## Educación y mediación
La función educativa, la comunicación y la enseñanza, forman parte de los objetivos primordiales de esta Institución, por lo tanto nos hemos propuesto continuar y profundizar las actividades propuestas en este campo, garantizando la continuidad del programa. 

### Objetivos
- Difundir y promover las diferentes disciplinas plásticas locales.
- Establecer vías de comunicación y diálogo entre el museo, las instituciones educativas, asociaciones, centros culturales, casas de día, comedores, etc.
- Acercar al público (niños, jóvenes, adultos y adultos mayores) al entendimiento de las obras de arte.
- Desarrollar el pensamiento crítico y deductivo.
- Fomentar el diálogo entre los participantes y el respeto por la opinión del otro.
- Entender que el arte también es un medio privilegiado para comprender otras culturas.
- Aprender a conocer, valorar y respetar al patrimonio, en sus diferentes formas, entendiéndose como algo propio.

## Colecciones
- Colección Numa Rossotti

## Salón Municipal de Artes Plásticas Semana de mayo
El 2 de octubre de 1959 se sancionó la ordenanza N.º 2.459 que promueve y regula la creación del Salón Anual de Artes Plásticas Semana de mayo. El decreto reglamentario fue firmado el día 7 de octubre por quien en ese entonces era Intendente Municipal, el Sr. Hipólito F. Frangi, y por el Secretario de Hacienda y Gobierno, el Sr. Atilio A. Mazza. Este certamen presenta disciplinas como pintura, escultura, grabado y dibujo. En un principio se creó nada más que para artistas platenses pero en julio de 1960 se modificó el reglamento del salón de ese año ampliando la invitación a todos los artistas argentinos o extranjeros con más de dos años de residencia en la ciudad de La Plata.

### Artistas premiados en distintas ediciones del Salón Municipal de Artes Plásticas
En la lista de artistas premiados se encuentran Emanuel Reyes, Miguel Alzugaray, Enrique Arrigoni, Gabriel Berlusconi, Ernesto Díaz Larroque, Emma Gans, Haydeé García Bruni, Helena Khourian, Oscar Levaggi, César López Osornio, Carlos Pacheco, Norma Posca, Hugo Soubielle, Enrique Suárez Marzal y Edgardo Vigo entre otros.

## Enlaces relacionados
- Wikimedia Commons alberga una categoría multimedia sobre Pasaje Dardo Rocha.
- Ciudad de La Plata
- Museo de Arte Contemporáneo Latinoamericano de La Plata (MACLA)
- Cultura de Argentina